# 山口大学工业短期大学部
山口大学工业短期大学部（日语：／ Yamaguchi Daigaku Kōgyō Tanki Daigakubu *），简称工短，是过去一所位于日本山口县宇部市的国立短期大学。

## 概要

### 简介
- 短期大学为于1953年8月开办、于9月开始招収男女学生[1]。以后招生到1990年、停办于1993年[2][3]。

### 历史
- 1953年 山口大学工业短期大学部成立并同时设置两个学科、以下列举。
  - 机械科第二部
  - 工业化学科第二部
- 1965年 电机科第二部成立。
- 1966年 土木科第二部成立。
- 1969年 四个学科各自变更为、以下列举。
  - 机械科第二部⇒机械工程学科第二部
  - 电机科第二部⇒电机工程学科第二部
  - 土木科第二部⇒土木工程学科第二部
- 1974年 信息处理工程学科第二部成立。
- 1990年 最后一年招生、次年停止招生（正式停办于1993年3月31日[2]）。

## 学校环境
- 校区：在了山口县宇部市[注 1]

## 历任校长
- 松山基范：第一代短期大学校长[4]。
- 三分一政雄：最后短期大学校长[5]。

## 组织

### 学科
- 机械工程学科第二部
- 工业化学科第二部
- 电机工程学科第二部
- 土木工程学科第二部
- 信息处理工程学科第二部

### 专科
| - 没有 |

### 业余课程
| - 没有 |

## 相关链接
- 日本短期大学列表
- 山口大学医疗技术短期大学部
- 宇部工业短期大学